# Bosia (okręg Jassy)
Bosia – wieś w Rumunii, w okręgu Jassy, w gminie Ungheni. W 2011 roku liczyła 1818 mieszkańców.